# Centroina
Centroina es un género de arañas araneomorfas de la familia Lamponidae. Se encuentra en Australia. 

## Lista de especies
Según The World Spider Catalog 12.0:
- Centroina blundells (Platnick, 2000)
- Centroina bondi (Platnick, 2000)
- Centroina dorrigo (Platnick, 2000)
- Centroina enfield (Platnick, 2000)
- Centroina keira (Platnick, 2000)
- Centroina kota (Platnick, 2000)
- Centroina lewis (Platnick, 2000)
- Centroina macedon (Platnick, 2000)
- Centroina sawpit (Platnick, 2000)
- Centroina sherbrook (Platnick, 2000)
- Centroina whian (Platnick, 2000)